# Richard Dadd
Richard Dadd (Chatham, Medway, Kent, 1 de agosto de 1817-7 de enero de 1886), fue un pintor inglés de la época victoriana. En sus pinturas se aprecian temas oníricos, surrealistas; además de enigmáticas escenas y detalles obsesivos en lo minúsculo. La mayor parte de los trabajos que consagraron a Richard Dadd, fueron de la época donde estuvo ingresado como paciente en un hospital psiquiátrico.

## Biografía
Era hijo de un farmacéutico y desde muy joven evidenció un gran talento para el dibujo; a los veinte años fue admitido en la Royal Academy of Arts, donde encontró a Augustus Egg, William Powell Frith y Henry Nelson O'Neill, con quienes fundó el grupo de pintura prerrealista The Clique, "La Pandilla", del que es considerado figura sobresaliente.
En 1842 fue contratado por el abogado y ex-síndico de Newport Sir Thomas Phillips para dibujar el itinerario por Grecia, Turquía, Palestina y Egipto que pretendía hacer, y en noviembre ya atravesaban Palestina, Jerusalén, Jordania y el desierto de Engadi.
A fines de diciembre, durante el viaje por el Nilo, Dadd sufrió un trágico cambio de personalidad que probablemente fue provocado por el consumo de opio y otras drogas, lo que agravó un trastorno bipolar que ya padecía con anterioridad, y creyó estar bajo el influjo del dios Osiris y ser su sacerdote, y en efecto le erigió un santuario en su camarote, mostrándose sumamente irascible y violento. Su condición hizo pensar inicialmente en una insolación. A su retorno en la primavera de 1843, le fue diagnosticada una enfermedad mental y su familia lo condujo a la villa de Cobham en Kent para restablecerse.
En agosto del mismo año, durante un pacífico paseo por el campo, asesinó a su padre Robert con un cuchillo convencido de que era un príncipe de las tinieblas vestido del enemigo de su divinidad, Osiris, y escapó a Francia, donde fue detenido después de agredir a un turista. Trasladado a Inglaterra, fue internado en el frenopático de Bethlem durante veinte años. En julio de 1864 fue trasladado al de Broadmoor, en las afueras de Londres, siempre recibiendo pocas visitas y sin dejar de pintar incansablemente. Falleció el 7 de enero de 1886 por una enfermedad pulmonar.

## Obra maestra

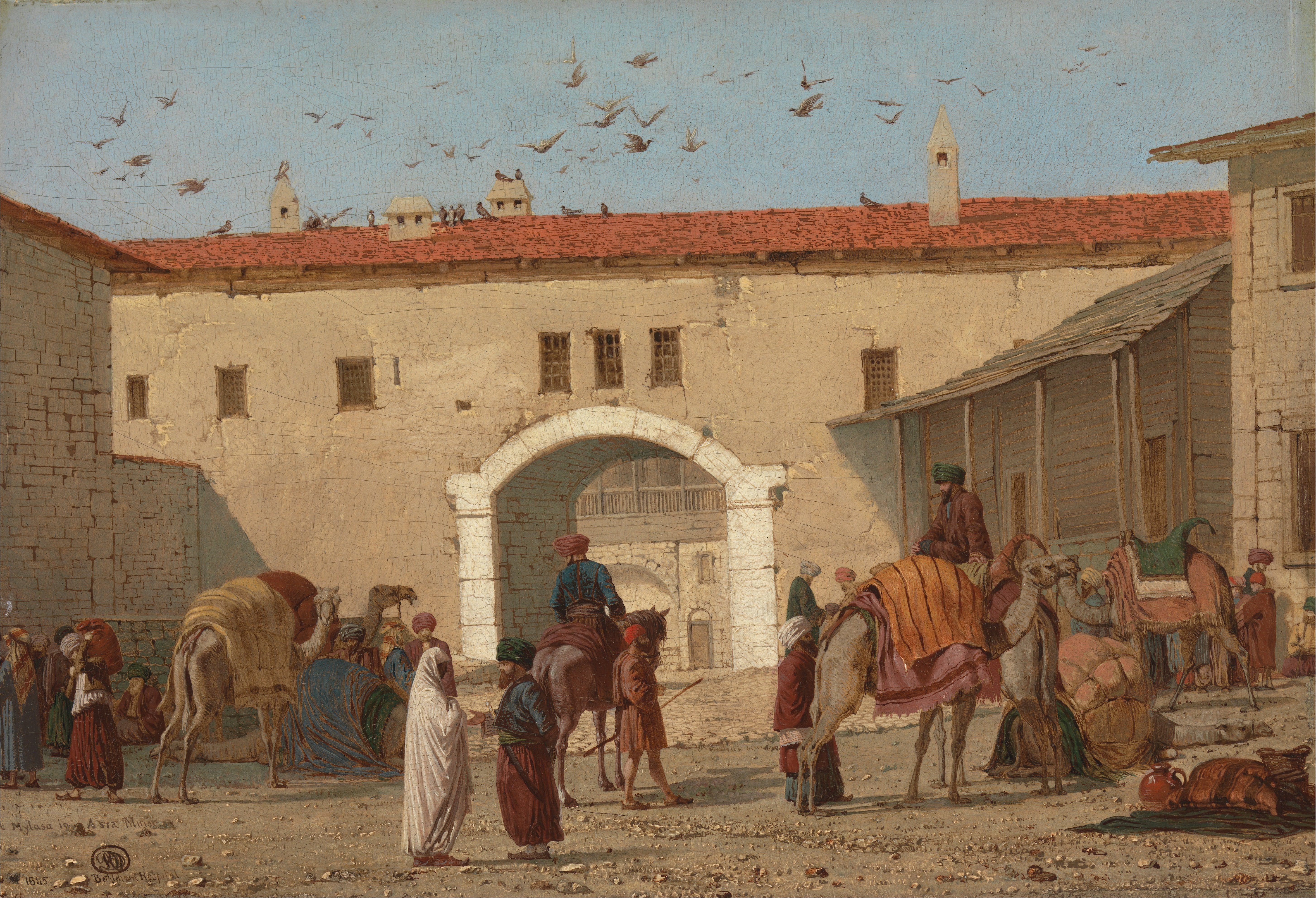
Caravasar de Milas en Asia Menor (1845).

Aficionado a la lectura de Shakespeare y de libros de Teosofía, su pintura es de inspiración fantástica y onírica, y pone en escena personajes maravillosos como hadas y duendes con un sentido del detalle y del color muy desarrollado. Su obra maestra, fruto de nueve años de trabajo, es El golpe maestro del talador de hadas (The Fairy Feller's Master-Stroke)
, óleo sobre tela, 67 cm x 52.5 cm, 1855-64, que se exhibe en la Galería Tate. De los años cincuenta son treinta y tres acuarelas tituladas Esbozos para ilustración de las pasiones (Sketches to Illustrate the Passions) que comprenden Angustia o dolor (Grief or Sorrow), Amor (Love) y Celos (Jealousy), incluido Locura delirante - Tormento (Agony-Raving Madness) y Homicidio (Murder).
Como muchos de sus cuadros, son exquisitas miniaturas y personajes que poseen como características ojos muy abiertos e insólitamente fijos. Hadas, duendes, gnomos, elfos, el mundo de Dadd está formado por pequeñas criaturas, y se inserta en la corriente denominada pintura de hadas dentro de la Pintura victoriana.
En su trayectoria hay también algunos paisajes y marinas, como las acuarelas El puerto de Stragglin de 1861,con su atmósfera etérea e impalpable, y El artista en el desierto, que es el último referido al viaje al Oriente Próximo con un autorretrato de su mano, encontrado en 1987 y presentado en la BBC por Peter Nahum durante un popular programa sobre antigüedades; fue vendido al Museo Británico por 100 000 libras.

### Interpretaciones
La banda británica de Rock "Queen" le dedicó una canción homónima al cuadro "The Fairy Feller's Master-Stroke", la obra maestra de Dadd, se trata de una gran composición que refleja la complejidad del cuadro de manera musical. Freddie Mercury, su compositor, aseguraba que había sufrido cierta obsesión por este extravagante cuadro y por la vida de Dadd por eso se vio obligado a escribir "The Fairy Feller's Master-Stroke".
Tiempo después, en un programa de televisión, el ilustre escritor Octavio Paz declaró su punto de vista de "The Fairy Feller's Master-Stroke" el cual anuncia:
En el cuadro hay -dice Octavio Paz- en primer lugar, un ámbito realista, influenciado claramente por el arte surrealista de la época. Todos los personajes son duendes, son personajes de la poesía inglesa, de modo que hay una carga literaria en este cuadro.
También este cuadro describe unos cuantos metros de suelo donde están unos duendes, que uno no se percata a primera vista, por lo tanto nos describe el mundo infantil de los duendes, hadas, gnomos. Igualmente se ve con claridad las obsesiones de Dadd, éstas tienen dos formas: son realistas: muchas de las caras fisionomías son las de sus compañeros, médicos, carceleros; por otra parte, son personajes de sueño, es un cuento de hadas. Esto es muy extraño. Este cuadro esta lleno de figuras pequeñas, extrañas: en cada hoja, en cada piedra hay un rostro que te espía, amenazante; y hay una serie de monstruos con los ojos que miran curiosos y crueles.
Luego, hay un espacio vacío en el centro del cuatro, ahí solo hay una avellana, una muy misteriosa. Y, después, tenemos la hacha del leñador queriendo partir la avellana, que posiblemente es un retrato del mismo Dadd. A mí se me ocurrió que quizá si el hacha hubiese caído, la avellana se partiría en dos; con ello la maldición, el encantamiento de Dadd hubiese desaparecido; hubiera desaparecido la locura o por lo menos hubiera recobrado la libertad; pero eso no ocurre: el hacha nunca cae.
Por todo lo anterior -sentencia Octavio Paz-, sería el cuadro de la ausencia y de la espera.

## Algunas obras

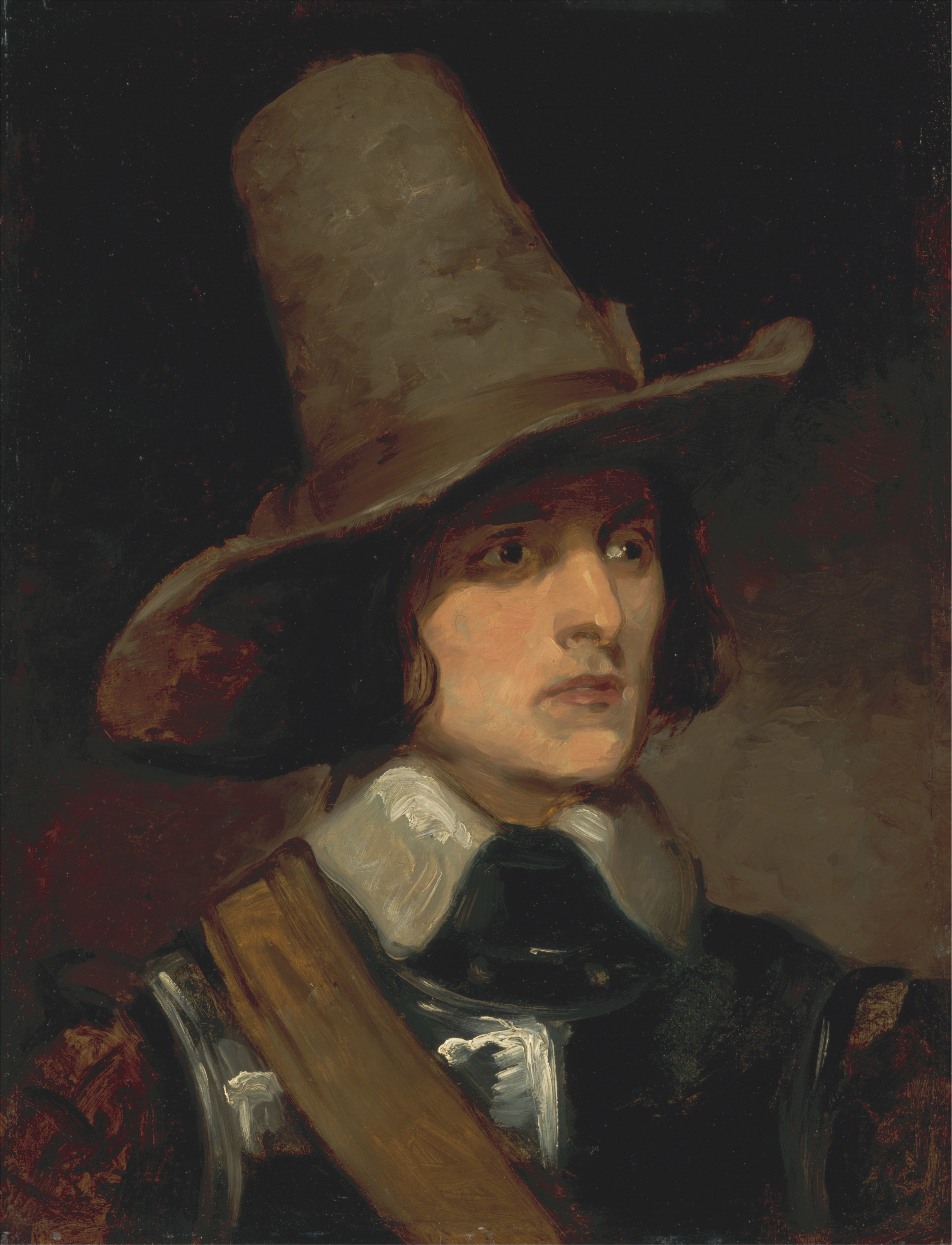
Augustus Leopold Egg, entre 1838 y 1840.
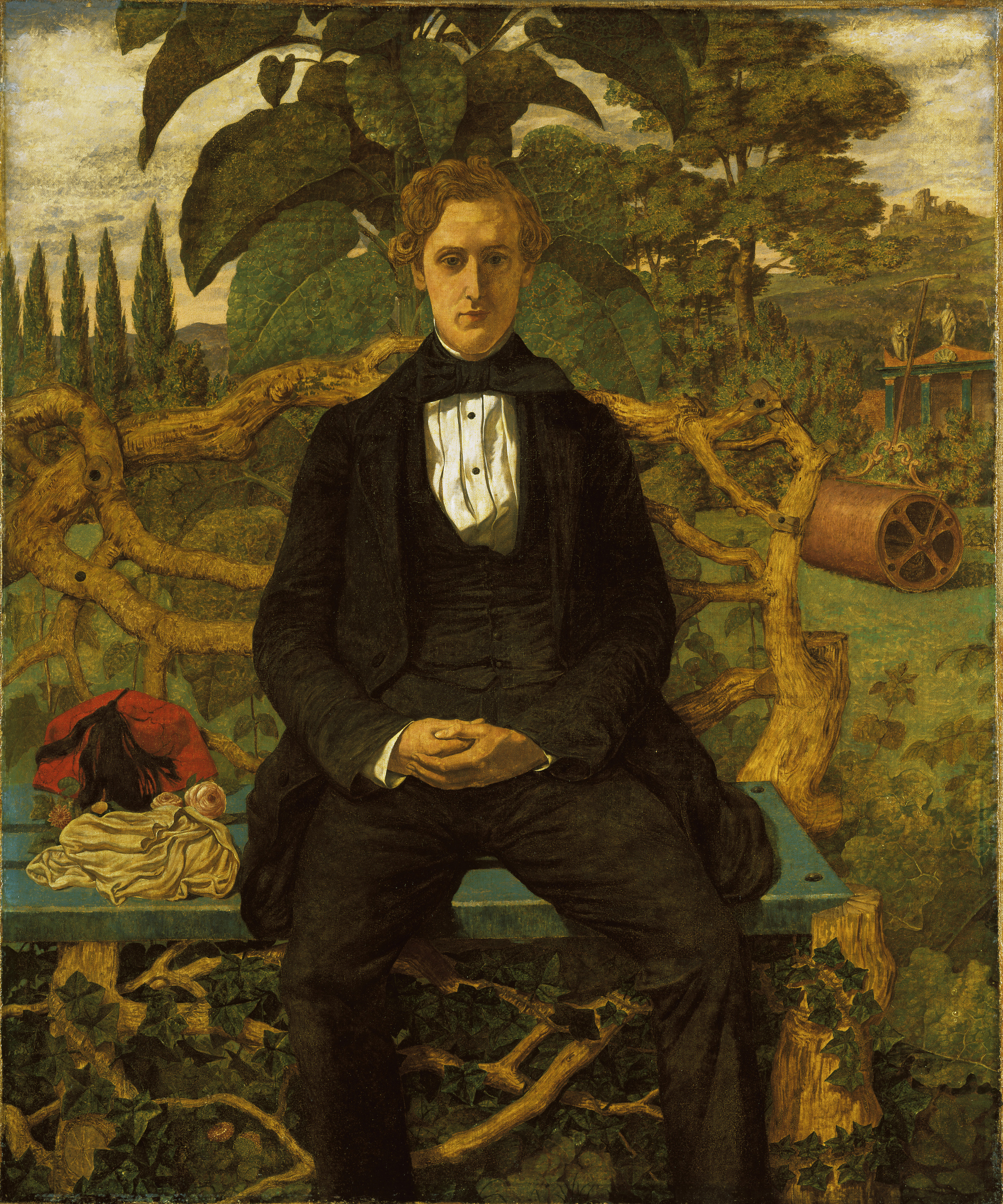
Retrato de un joven, 1853.
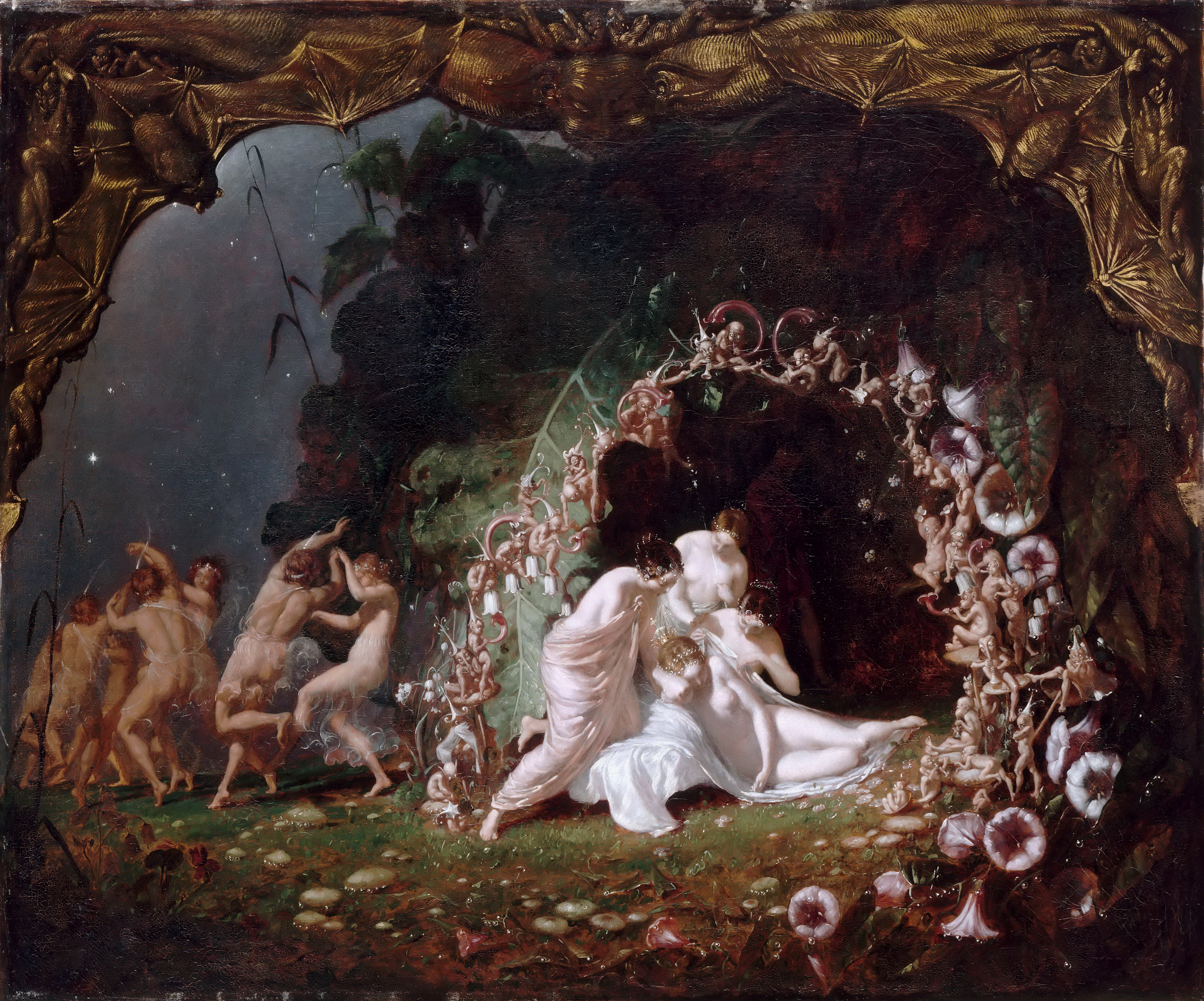
Titania durmiendo.
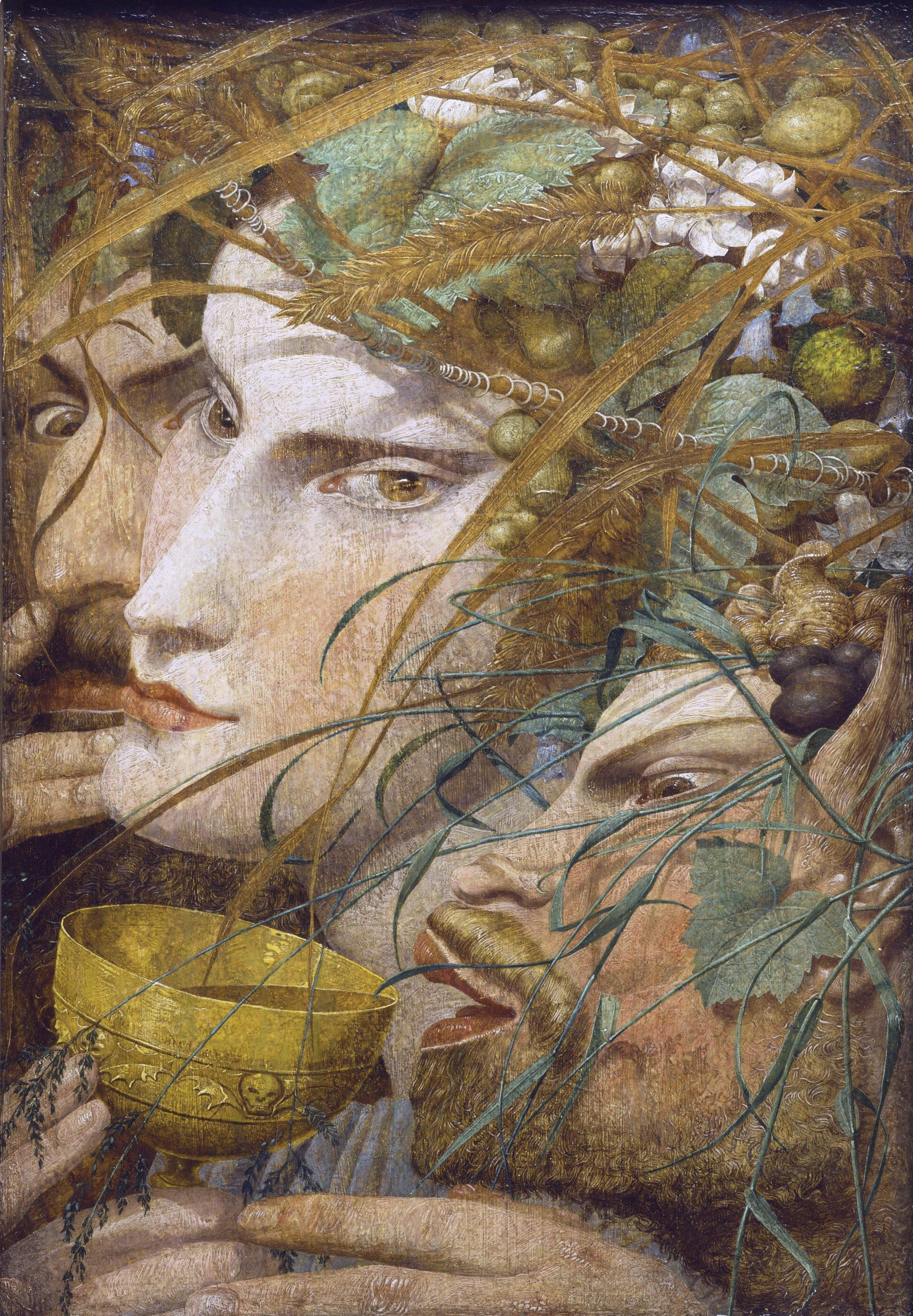
Escena de bacanal, 1862.